# 905.
◄ | 9. stoljeće | 10. stoljeće | 11. stoljeće | ►
◄ | 870-ih | 880-ih | 890-ih | 900-ih | 910-ih | 920-ih | 930-ih | ►
◄◄ | ◄ | 902. | 903. | 904. | 905. | 906. | 907. | 908. | ► | ►►
Astronomija • Književnost • Kršćanstvo • Pravo • Promet

## Rođenja
- rujan - Konstantin VII. Porfirogenet, bizantski car († 959.)

## Vanjske poveznice
|  | Zajednički poslužitelj ima još gradiva o temi 905. |